# Die Rheinnixen

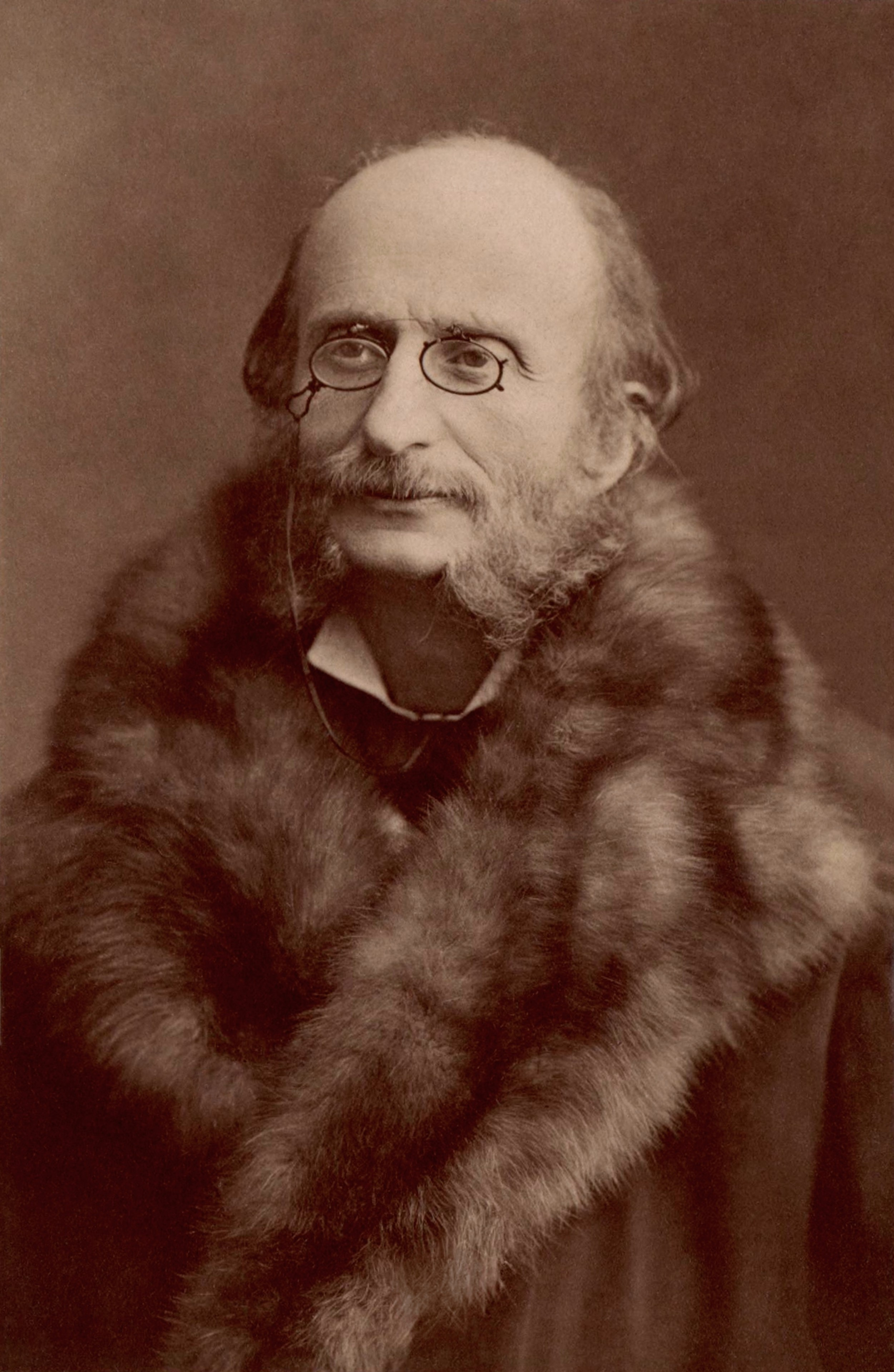
Jacques Offenbach

Die Rheinnixen (Franska: Les Fées du Rhin; Engelska: The Rhine Nixies) är en romantisk opera i fyra akter med musik av Jacques Offenbach. Originallibrettot av Charles-Louis-Étienne Nuitter översattes till tyska av Alfred von Wolzogen.
Älvornas sång från Die Rheinnixen användes senare i Hoffmanns äventyr, där den blev den berömda barcarollen (Belle nuit, ô nuit d'amour) i 'Giulietta-akten'; Conrads dryckessång återanvändes också i samma akt.

## Historia
Det första framförandet gavs i en nedkortad form (på grund av sjukdom hos tenoren Alois Ander) den 4 februari 1864 på Hoftheater i Wien (Theater am Kärntnertor).
Det första fullständiga framförandet gavs konsertant på Corum i Montpellier den 30 juli 2002 med Regina Schörg (Armgard), Nora Gubisch (Hedwig), Piotr Beczała (Franz), Dalibor Jenis (Conrad) och Peter Klaveness (Gottfried), samt Orchestre National de Montpellier dirigerad av Friedemann Layer, vilken också spelades in. Det första iscensatta framförandet gavs i Ljubljana av Slovenska Nationaloperan under Dieter Rossberg den 13 januari 2005. Föreställningar följde senare i Trier och på Opéra de Lyon under Marc Minkowski 2005, och i Cottbus 2006. (Dessa föreställningar, liksom premiären i Wien, gavs alla på tyska.) New Sussex Opera framförde den engelska premiären med titeln The Rhine Fairies i oktober 2009, dirigerad av Nicholas Jenkins, med engelskt libretto översatt av Neil Jenkins.

## Personer
| Roller                                                             | Röststämma  | Premiärbesättning 8 februari 1864 |
| ------------------------------------------------------------------ | ----------- | --------------------------------- |
| Conrad von Wenckheim, ledare för palatinens legoknektar            | baryton     | Beck                              |
| Franz Waldung, en kapten inom legoknektarna                        | tenor       | Alois Ander                       |
| Gottfried, en jägare                                               | bas         | Mayerhofer                        |
| Hedwig, arrendator till en av Franz von Sickingens gårdar vid Rhen | mezzosopran | Destinn                           |
| Armgard, hennes dotter                                             | sopran      | Wildauer                          |
| En fe                                                              | sopran      |                                   |
| Förste legoknekt                                                   | tenor       | Willem                            |
| Andre legoknekt                                                    | baryton     | Soutscheck                        |
| En bonde                                                           | tenor       | Campe                             |
| Vinodlare, bönder, legoknektar, älvor och feer                     |             |                                   |

## Handling
Plats: I och omkring Franz von Sickingens slott ära Bad Kreuznach vid Rhen
Tid: Under Riddarrevolten på 1500-talet

### Akt 1
Hedwigs stuga
Bönderna återvänder från vingårdarna vid Bingen sjungandes om jordens produktivitet. Gottfried leder en tacksägelsebön medan de närmar sig Hedwigs stuga. Hon berättar för Gottfried att hon är rädd för framtiden: hon förbannar krig och oroar sig för sin dotter Armgards melankoliska sinnelag. Armgard sjunger ständigt för att dölja sin oro och Hedwig sjunger en ballad om faran för kvinnor som sjunger för mycket. Genom att inte sluta sjunga ger hon modern anledning att befara att även hon kommer sluta som andarna i balladen. Gottfried berättar om sin kärlek till Armgard vilket ses med blida ögon av Hedwig. Armgard är emellertid oförmögen att återgälda uppmärksamheten då hon avslöjar att hennes käraste Franz Baldung har blivit legoknekt hos den våldsamme Conrad von Wenckheim. Gottfried erbjuder sig att hämta hem Franz, men friden bryts då budskapet kommer att legoknektar har plundrat byarna runtomkring.
Conrad och legoknektarna kommer in. De sjunger om vin och kvinnor. Franz har tappat minnet efter att ha fått en slag i huvudet och minns väldigt lite om sitt forna liv. Det upptäcks att soldaterna har anlänt på Armgards namnsdag och Conrad hotar att döda alla om hon inte sjunger för dem. Medan Armgard sjunger ser hon Franz bland soldaterna. Franz börjar minnas. Efter att ha sjungit 'Vaterlandslied' svimmar Armgard och Franz känner igen henne.

### Akt 2
Inne i Hedwigs stuga
Gottfried och kvinnorna beklagar Armgards död. Legenden säger att Armgards ande kommer försvinna vid skymningen för att förena sig med de andra älvorna vid den magiska stenen i skogen. Hedwig berättar för Gottfried att hon blev övergiven av Armgards fader. Hon skyndar sig till skogen i hopp om att finna Armgards skugga. Gottfried följer efter henne. Franz sjunger om sin kärlek men Conrad tvingar honom att följa med och attackera Ebernburgs slott. Gottfried har tagits till fånga och tar mutats att föra dem dit. Vid skymningen syns Armgard, hon är vid liv men i trans. Hon önskar rädda Franz.

### Akt 3
Elfenstein i skogen: klippor, vattenfall, tallar – månljus
Älvor och andar dansar och sjunger i skogen medan Hedwig gör entré. Armgard försöker få henne att tro att hon är ande, varpå hon gömmer sig. Männen kommer in och tror att de är vid slottet. Conrad skryter om sina tygellösa eskapader i ungdomen. De inser emellertid att Gottfried har lurat dem. Han binds för att avrättas dagen därpå. Conrad försjunks i dvala av älvornas sång och Hedwig ropar på hämnd.

### Akt 4
Slottet i Bad Kreuznach omgivet av klippor.
Soldaterna förbereder ett anfall. Franz har hotat med självmord om han inte få se Armgard, som han tror är en ande nu. Hon kommer in och förklarar att allt som hänt var en dröm och deras kval kommer belönas med kärlek. Hedwig förs in av soldaterna. Efter förhör känner hon och Conrad igen varandra och hon avslöjar att han är Armgards fader. Han trodde att han hade dödat henne genom att tvinga henne att sjunga. Gottfried förs in i kedjor, men när soldaterna har försvunnit befriar Conrad honom. Armgard, Franz, Hedwig och Conrad beslutar att fly, men legoknektarna rusar in. Älvorna kastar en förbannelse vilket får vissa att falla ned i en ravin medan andra försvinner till nästa dal. Slottet, folket och landet är räddat.